# غوييانغ
غوييانغ (بالإنجليزية: Guìyáng) ((بالصينية: 贵阳)) هي عاصمة مقاطعة قويتشو الواقعة في جنوب غرب الصين. وتقع في وسط المقاطعة، وذلك على الجانب الشرقي من هضبة يونان قويتشو، وعلى الضفة الشمالية من نهر نانمينغ(Nanming)، وهو أحد فروع نهر وو(Wu). ويصل ارتفاع المدينة إلى حوالي 1100 متر. في حين أن مساحتها تبلغ 8034 كيلو مترًا مربعًا.
وبلغ عدد سكان المدينة عام 2010 حوالي 4324561 نسمة منهم 3037159 يعيشون في منطقة تتألف من 7 مناطق حضرية.

## معلومات تاريخية

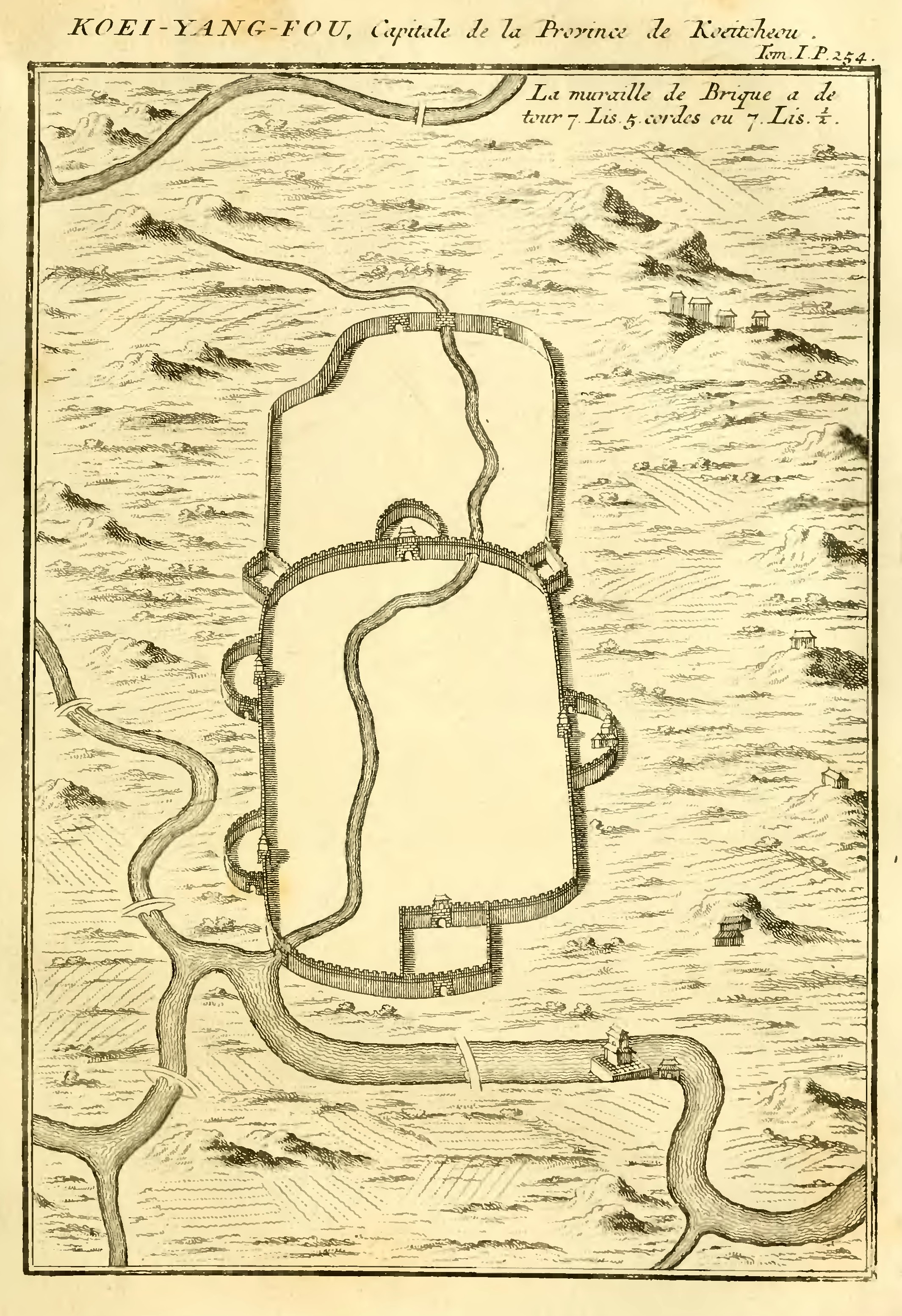
خريطة فرنسية لمدينة غوييانغ تعود إلى أوائل القرن الثامن عشر

يعود تاريخ بناء المدينة إلى وقت مبكر في عام 1283 ق.م. خلال فترة حكم مملكة يوان. وقد كان يطلق عليها أولاً شونيوان (Shunyuan) (順元), والتي تعني طاعة يوان (حكام الـمغول).
كانت الشعوب غير-الصينية هي أول من سكنت المنطقة. فأنشأت مملكة سوي (في الفترة 581–618 ق.م.) ولاية هناك، كما أنشأت مملكة تانغ هي الأخرى مقاطعة في هذه المنطقة (خلال الفترة 618–907). وعلى الرغم من ذلك، فإنها لم تكن سوى مواقع حربية، ولم يتم تحويلها إلى معقل للجيش ومقر «للتهدئة» إلا بعد غزو يوان (المغول) لجنوب غرب الصين عام 1279. كما بدأ الإعمار الصيني للمنطقة في هذا الوقت، وتحت حكم أسر مينغ (الفترة بين 1368–1644) وتشينغ (Qing) (1644–1911)، أصبحت المدينة مقرًا لمقاطعة رئيسية تحمل الاسم غوييانغ.
ومحليًا، أصبحت غوييانغ مركزًا إداريًا وتجاريًا مهمًا، حيث تتميز بوجود مجتمعين تجاريين متميزين، وتتألف من الشعوب السيشوانية، التي عاشت في الجزء الشمالي «الجديد» من المدينة، وغيرهم من مقاطعات هونان (Hunan) وقوانغدونغ (Guangdong)، وقوانغشى (Guangxi) الذين كانوا يقطنون الجزء الجنوبي «القديم» من المدينة. ومع ذلك، فإلى أن قامت الحرب الصينية اليابانية (1937–45)، لم تكن غوييانغ سوى عاصمة لإحدى مقاطعات الصين الأقل تطورًا. وكما هو الحال في غيرها من المناطق في الجنوب الغربي، شهدت المدينة تقدمًا اقتصاديًا تحت ظروف الحرب الخاصة. حيث تم إنشاء البنية التحتية لطرق النقل في كونمينغ (Kunming) في مقاطعة يونان وتشونغتشينغ (Chongqing) في سيشوان (عاصمة الصين أثناء الحرب) لتمتد حتى هونان. وبدأ العمل على سكك الحديد من ليوتشو (Liuzhou) في قوانغشى، وبعد عام 1949 تسارعت وتيرة هذا التطور. وفي وقت لاحق أصبحت غوييانغ مدينة وقاعدة صناعية رئيسية. وبحلول عام 1959 كانت شبكة السكك الحديدية في قوانغشى قد اكتملت، مما يتيح الاتصال السلس بين قويتشو وحتى تشونغتشينغ إلى الشمال، وإلى كونمينغ في الغرب، وتشانغشا في الشرق.

## الطبيعة الجغرافية
شهدت غوييانغ نموًا اطراديًا منذ تسعينيات القرن العشرين. ويتمركز قلب المدينة حول 大十字 (وهو ما يعني حرفيًا «الصليب العظيم») وهو صليب، يمثل الشكل الصيني لرقم عشرة، و 喷水池 (حرفيًا «حوض النافورة») وهو تقاطع طرق يتميز بوجود نافورة ضخمة في مركزه، حتى تم تسويتها في بدايات عام 2010 للمساعدة في تحسين التدفق المروري بالمنطقة.
تقع المدينة على ضفاف نهر نانمينغ، وهو مجرى نهري قرب منبع نهر وو، والذي يلتحم في النهاية بنهر يانغتسي في منطقة فولينغ (Fuling) بمقاطعة سيشوان (Sichuan). وتعد غوييانغ مركز نقل طبيعي، مع سهولة الوصول النسبية باتجاه الشمال حتى سيشوان، وشرقًا حتى قوانغشى وقوانغدونغ، وغربًا حتى يونان (الصين)، وشمالاً حتى مقاطعة هونان.

### المناخ
تتميز غوييانغ بوجود أربعة مواسم مناخية، ومناخ رطب شبه مداري (كوبن Cwa)، يخفف من حدته خطوط العرض المنخفضة، وشدة الارتفاع. فتتمتع بمناخ معتدل شتاءً، شديد الحرارة صيفًا، يتميز برياح موسمية، حيث يبلغ معدل هطول الأمطار 1120 ملم (44 إنشًا) في أغلب فترات العام؛ ولا يوجد ما يميز بين الفصول على وجه الخصوص، مع موجات باردة وحارة غير موسمية متكررة، إلا أن درجات الحرارة القصوى نادرة. تبلغ متوسط درجات الحرارة في يناير 5.1 °م (41.2 °ف) وفي يوليو 23.9 °م (75.0 °ف). ومن الشائع هطول الأمطار على امتداد العام، مع هبات ثلجية في الشتاء. ومع شروق الشمس لحوالي 1150 ساعة، تعد المدينة أحد أقل المدن الصينية المشمسة. وعن الرطوبة النسبية، فإنها تتواجد بشكل كثيف خلال العام.
| البيانات المناخية لـGuiyang (1971–2000) | البيانات المناخية لـGuiyang (1971–2000) | البيانات المناخية لـGuiyang (1971–2000) | البيانات المناخية لـGuiyang (1971–2000) | البيانات المناخية لـGuiyang (1971–2000) | البيانات المناخية لـGuiyang (1971–2000) | البيانات المناخية لـGuiyang (1971–2000) | البيانات المناخية لـGuiyang (1971–2000) | البيانات المناخية لـGuiyang (1971–2000) | البيانات المناخية لـGuiyang (1971–2000) | البيانات المناخية لـGuiyang (1971–2000) | البيانات المناخية لـGuiyang (1971–2000) | البيانات المناخية لـGuiyang (1971–2000) | البيانات المناخية لـGuiyang (1971–2000) |
| الشهر                                   | يناير                                   | فبراير                                  | مارس                                    | أبريل                                   | مايو                                    | يونيو                                   | يوليو                                   | أغسطس                                   | سبتمبر                                  | أكتوبر                                  | نوفمبر                                  | ديسمبر                                  | المعدل السنوي                           |
| --------------------------------------- | --------------------------------------- | --------------------------------------- | --------------------------------------- | --------------------------------------- | --------------------------------------- | --------------------------------------- | --------------------------------------- | --------------------------------------- | --------------------------------------- | --------------------------------------- | --------------------------------------- | --------------------------------------- | --------------------------------------- |
| متوسط درجة الحرارة الكبرى °م (°ف)       | 8.8 (47.8)                              | 10.8 (51.4)                             | 16.1 (61.0)                             | 21.2 (70.2)                             | 24.1 (75.4)                             | 26.4 (79.5)                             | 28.3 (82.9)                             | 28.5 (83.3)                             | 25.1 (77.2)                             | 20.5 (68.9)                             | 15.9 (60.6)                             | 11.6 (52.9)                             | 19.8 (67.6)                             |
| متوسط درجة الحرارة الصغرى °م (°ف)       | 2.7 (36.9)                              | 4.0 (39.2)                              | 7.8 (46.0)                              | 12.7 (54.9)                             | 16.3 (61.3)                             | 19.1 (66.4)                             | 20.7 (69.3)                             | 20.2 (68.4)                             | 17.4 (63.3)                             | 13.3 (55.9)                             | 9.0 (48.2)                              | 4.7 (40.5)                              | 12.3 (54.1)                             |
| الهطول مم (إنش)                         | 20.5 (0.81)                             | 20.1 (0.79)                             | 32.8 (1.29)                             | 87.6 (3.45)                             | 164.6 (6.48)                            | 225.2 (8.87)                            | 177.0 (6.97)                            | 126.8 (4.99)                            | 100.1 (3.94)                            | 97.5 (3.84)                             | 47.4 (1.87)                             | 18.1 (0.71)                             | 1٬117٫7 (44.00)                         |
| متوسط أيام هطول الأمطار (≥ 0.1 mm)      | 13.7                                    | 12.8                                    | 13.3                                    | 15.6                                    | 18.4                                    | 16.7                                    | 15.3                                    | 14.1                                    | 13.0                                    | 14.4                                    | 12.1                                    | 10.3                                    | 169.7                                   |
| متوسط الرطوبة النسبية (%)               | 80                                      | 78                                      | 76                                      | 75                                      | 76                                      | 78                                      | 77                                      | 76                                      | 76                                      | 77                                      | 77                                      | 76                                      | 76.8                                    |
| ساعات سطوع الشمس الشهرية                | 41.2                                    | 47.1                                    | 81.8                                    | 103.5                                   | 108.4                                   | 104.2                                   | 154.4                                   | 167.1                                   | 119.4                                   | 91.4                                    | 69.0                                    | 62.4                                    | 1٬149٫9                                 |
| المصدر: 中国气象局 国家气象信息中心     |                                         |                                         |                                         |                                         |                                         |                                         |                                         |                                         |                                         |                                         |                                         |                                         |                                         |

## التقسيمات الإدارية
1. منطقة ودانغ (Wudang) (乌当区)
2. منطقة نانمينغ (Nanming) (南明区)
3. منطقة يونيان (Yunyan) (云岩区)
4. منطقة هواشي (Huaxi) (花溪区)
5. منطقة باييون (Baiyun)(白云区)
6. منطقة شياهوي (Xiaohe) (小河区)

مدينة #قينجيزن (Qingzhen (清镇市)
1. مقاطعة كايانغ (Kaiyang (开阳县)
2. مقاطعة شيوين (Xiuwen (修文县)
3. مقاطعة زايفينغ (Xifeng) (息烽县)

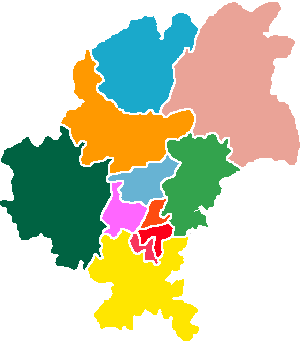
التقسيمات الفرعية لغوييانغ

4. منطقة جينيانغ الجديدة (Jinyang) (金阳新区)

## الاقتصاد
تعد غوييانغ المركز الاقتصادي والتجاري لمقاطعة قويتشو. فبلغ الناتج المحلي الإجمالي للفرد 24,585 ين (3,637 دولارًا أمريكيًا) خلال عام 2009. كما أن المدينة أصبحت مركزًا ضخمًا للأنشطة التجارية بالتجزئة والجملة مع عقد عمليات لمراكز تجار التجزئة المحليين والدوليين العامة مثل وول مارت وكارفور وRT-Mart وبكين هواليان وباركسون ومجموعة شينجلي (Xingli Group) فضلاً عن جوم وسونينغ (Gome and Suning) للإلكترونيات الاستهلاكية وبيع الأجهزة. تتضمن عمليات بيع الجملة الإنتاج الإقليمي الضخم، والأثاث، ومستودعات آلات البناء والآلات الصناعية. ويقع مركز توزيع الخضروات والمنتجات الإقليمية لوول مارت بجنوب غرب الصين في مدينة غوييانغ.
كما تقع مولدات الطاقة الكهرومائية على طول أنهار المدينة الرئيسية بما في ذلك نهر وو. وبحلول عام 2007، أصبحت محطات الطاقة الكهرومائية توفر ما يزيد عن 70% من كهرباء المدينة. يتم استخراج الفحم في مدينة غوييانغ وأنشون (Anshun)، كما يوجد محطات توليد طاقة حرارية في غوييانغ ودويون (Duyun), لتوفر الكهرباء لجزء من صناعة المدينة. ودخلت محطة الحديد والصلب حيز الإنتاج في غوييانغ خلال عام 1960, ليوفره لصناعة تصنيع-الـآلة المحلية.
اكتشفت مستودعات ضخمة من الـبوكسيت في الشمال من المدينة، وبحلول سبعينيات القرن العشرين أصبحت غوييانغ أحد مصادر الإنتاج الرئيسية للـألمونيوم. كما تقوم غوييانغ أيضًا بتصنيع قطع غيار محرك الطائرات والمعدات الخاصة بها، فضلاً عن المعدات الصناعية ومعدات التعدين، وقطارات السكك الحديدية ومعداتها. وفي الوقت ذاته، تتمتع غوييانغ بـصناعة كيميائية، ضخمة حيث تنتج الأسمدة، وتعمل في صناعة المطاط، وإطارات السيارات. كما تحظى غوييانغ بصناعة أدوية محلية كبيرة، حيث تنتج الأدوية الصينية التقليدية فضلاً عن الأدوية الغربية، وتزخر بمصانع النسيج، والزجاج والورق وغيرها من السلع الاستهلاكية.

## الديموغرافيا
يسكن غوييانغ 23 أقلية مختلفة، يعد أكبرها شعب مياو (Miao)، بالإضافة إلى جماعة هان العرقية.
وبحلول عام 2008، بلغ تعداد السكان في غوييانغ 3,93 مليون نسمة، من بينهم 2,72 مليون من سكان الحضر.

## النقل
- يتألف نظام النقل في غوييانغ من شبكة مكثفة من الطرق، والسكك الحديدية، والأنهار، والنقل الجوي، فضلاً عن نظام النقل العام بما يتمتع به من نظام حافلات والعديد من سيارات الأجرة (التاكسي). شرعت غوييانغ في بناء نظام نقل السكك الحديدية في المناطق الحضرية منذ عام 2011، واستنادًا إلى المخطط الحالي، تتكون الشبكة بأسرها من 8 خطوط. ومن المرتقب أن يدخل الخط 1 حيز التشغيل خلال عام 2016.

### النقل الجوي
- تعد غوييانغ أحد أهم محاور النقل الجوي في جنوب غرب الصين. حيث إن مطار غوييانغ لونغدونغباو الدولي (Guiyang Longdongbao International Airport)(KWE) الذي تم افتتاحه في 28 مايو 1997 هو المطار الرئيسي في غوييانغ. فيقع شرق غوييانغ، على بعد 11 كم من مركز المدينة. ويتصل المطار بوجهات محلية ودولية، مثل هونغ كونغ(تم إلغاؤها منذ عام 2009) وتايبيه وسول (كوريا)(الطيران العارض)، وبوكيت(الطيران العارض)، وسنغافورة (الطيران العارض) وبانكوك، فضلاً عن تايتشونغ وتايتونج (الطيران العارض) وبكين وشانغهاي وقوانغتشو وشينزين وتشنغدو. وفي 2010، بلغ عدد المسافرين الذين مروا بالمطار 6,2717 مليون راكب.

### السكك الحديدية
- تعد غوييانغ مركزًا للسكك الحديدية في جنوب غرب الصين. فتتقاطع سكة حديد قويتشو-قوانغشى (بنيت عام 1959، وتم تعديلها 2009)، وسكة حديد سيتشوان-قويتشو (اكتملت عام 1965)، وسكة حديد غوييانغ وكونمينغ (اكتملت عام 1970)، وسكة حديد هونان-قويتشو (اكتملت عام 1975) في محطة سكة حديد غوييانغ. وقد تم بناء محطة السكك الحديدية الرئيسية الجنوبية عام 2008.
- وتوجد أربعة خطوط سكة حديدية فائقة السرعة إلى ومن تشنغدو، وتشونغتشينغ، وقوانغتشو، وكونمينغ، وتشانغشا والتي سوف تبدأ العمل خلال الأعوام القليلة القادمة. إذ سوف تقدم خطوط السكك الحديدية عالية السرعة خدمة الشحن السريع من محطتي الفرز، وخدمات الركاب من محطة سكك حديدية عالية السرعة جديدة، يطلق عليها محطة السكة الحديدية الشمالية غوييانغ، في مدينة مقاطعة جينيانغ الجديدة.

### الطرق السريعة
- تقع المدينة عند تقاطع أربعة قطاعات رئيسية من شبكة الطرق السريعة المحلية: طرق جاي-هوانغ (Gui-Huang), وجاي-زون (Gui-Zun), وجاي-بي (Gui-Bi), وجي-شين (Gui-Xin) السريعة.
- طريق جاي-هوانغ السريع (G60) يربط غوييانغ بالمدن والأماكن السياحية في وسط وغرب قويتشو بما في ذلك أنشون، قوانلينغ، وأخيرًا شلال هوانجوشو. يواصل الطريق السريع مروره غربًا حتى مقاطعة يونان، بوصفه طريق جاي-كون (Gui-Kun) السريع، وينتهي عند عاصمة يونان، مدينة كونمينغ.
- يبدأ طريق جاي-زون (G75) في غوييانغ، ويجري شمالاً بامتداد 180 كم إلى مدينة قويتشو الإقليمية تسونيي (Zunyi)، وهذا الطريق هو أكثر الطرق السريعة استخدامًا للسفر داخل غوييانغ. وفي تسونيي، أصبح الطريق السريع هو طريق تسونيي-تشونغتشينغ، حيث بلغ طوله 210 كم شمالاً حتى نهايته في تشونغتشينغ.
- يربط طريق جاي-بي السريع (G76) غوييانغ المدن الإقليمية ومنها بيجي (Bijie) ودافانغ (Dafang) في شمال غرب مقاطعة قويتشو، وجنوب شرق مقاطعة سيتشوان، ومدن سيتشوان لوتشو (Luzhou)، ونيجيانج (Neijiang)، وتشنغدو - عاصمة سيتشوان. يبدأ طريق جاي-بي في التقاطع مع طريق جاي-زون السريع في مدينة مقاطعة شيوين 20 كم تقريبًا شمال مركز المدينة، قبل انتهائه عند مدينة بيجي. وفي مدينة دافانغ، 40 كم شرق بيجي تقريبًا، يتصل طريق جاي-بي بطريق سيتشوان-قويتشو السريع، وهو طريق سريع حديث يوفر إمكانية الوصول إلى لوتشو ووسط سيتشوان.
- يبدأ طريق جاي-شين عند تقاطع طريق غوييانغ الدائري الخارجي (G75-G60.01) وطريق تانج با جوان (Tang Ba Guan), حيث يقع على بعد 5 كم تقريبًا جنوب شرق مركز المدينة. يجري طريق جاي-شين السريع (G60-G75) شرقًا وفي الجنوب الشرقي عبر منطقة قوانغشي-تشوانغ ذاتية الحكم (G76) وعاصمتها قويلين (Guilin) قبل دخول مقاطعة قوانغدونغ وانتهائه في مدينة قوانغتشو.
- وعلى بعد 170 كم تقريبًا شرق مدينة غوييانغ في مدينة كايلي (Kaili), يرتبط طريق هونان-قويتشو (G56-G60) بطريق جاي-تشين السريع ليوفر بذلك إمكانية مرور المركبات السريعة إلى ومن غوييانغ وحتى شرق مدينة قويتشو تونجرين (Tongren) قبل مواصلته السير عبر مقاطعة هونان وحتى المدن الكبرى في هوايهوا (Huaihua)، وتشانغده (Changde)، وتشانغشا (Changsha).
- وخلال عام 2009 أضافت غوييانغ طريقًا سريعًا مداريًا حديثًا إلى شبكة الطرق السريعة الخاصة بها. افتُتح طريق غوييانغ الدائري الخارجي (طريق غوييانغ المداري) في ديسمبر 2009، حيث أنه طريق سريع منقسم إلى ست أو سبع حارات مرورية توفر طرق مواصلات كافية من وإلى مراكز التوظيف الكبرى في منطقة جينيانغ الجديدة، ومنطقة باييون، ومنطقة هواشي، ومطار غوييانغ لونغدونغباو الدولي، والطرق المحلية السريعة الكبرى متعددة الحارات، وطرق المدينة الرئيسية، وهو ما يسمح لحركة مرور المركبات بالالتفاف حول حركة المرور الكثيفة في المناطق الداخلية للمدينة.
- الطريق السريع الوطني الصيني 210

## التعليم
تعد المدينة مركزًا ثقافيًا وتعليميًا لمقاطعة قويتشو، كما تتمتع بوجود جامعة تعليمية بها، وكلية تدريب المعلمين، فضلاً عن كلية للطب.
- جامعة قويتشو (Guizhou University)
- جامعة قويتشو للتعليم العالي (Guizhou Normal University)
- كلية طب غوييانغ (Guiyang Medical College)
- جامعة قويتشو للتمويل والإدارة (Guizhou University of Finance and Economics)
- كلية قويتشو للقوميات (Guizhou Nationalities College)
- كلية غوييانغ (Guiyang College)
- كلية قويتشو للتجارة (Commercial College of Guizhou)
- معهد الكيمياء الجيولوجية، الأكاديمية الصينية للعلوم (Institute Of Geochemistry, Chinese Academy of Sciences)
- كلية غوييانغ للطب الصيني التقليدي (Guiyang College of Traditional Chinese Medicine)

## الدين
أصبحت المدينة مقرًا للنيابة الرسولية الكاثوليكية الرومانية في كويتشو (Kweichow) في 15 أكتوبر عام 1696. ثم توقف الأمر عام 1715 لتعود مقره مجددًا عام 1846. وفي عام 1924 أعيد تسميتها بوصفها مقرًا للنيابة الرسولية، وبحلول عام 1946 تمت ترقيتها لمكانتها الحالية لتصبح الأبرشية الرومانية الكاثوليكية لغوييانغ.

## العلاقات الدولية

### البلدات المتوأمة والمدن الشقيقة
غوييانغ مدينة متوأمة مع:
- بالمرستون نورث، نيوزيلندا
- فورت وورث، تكساس، الولايات المتحدة

## معرض صور

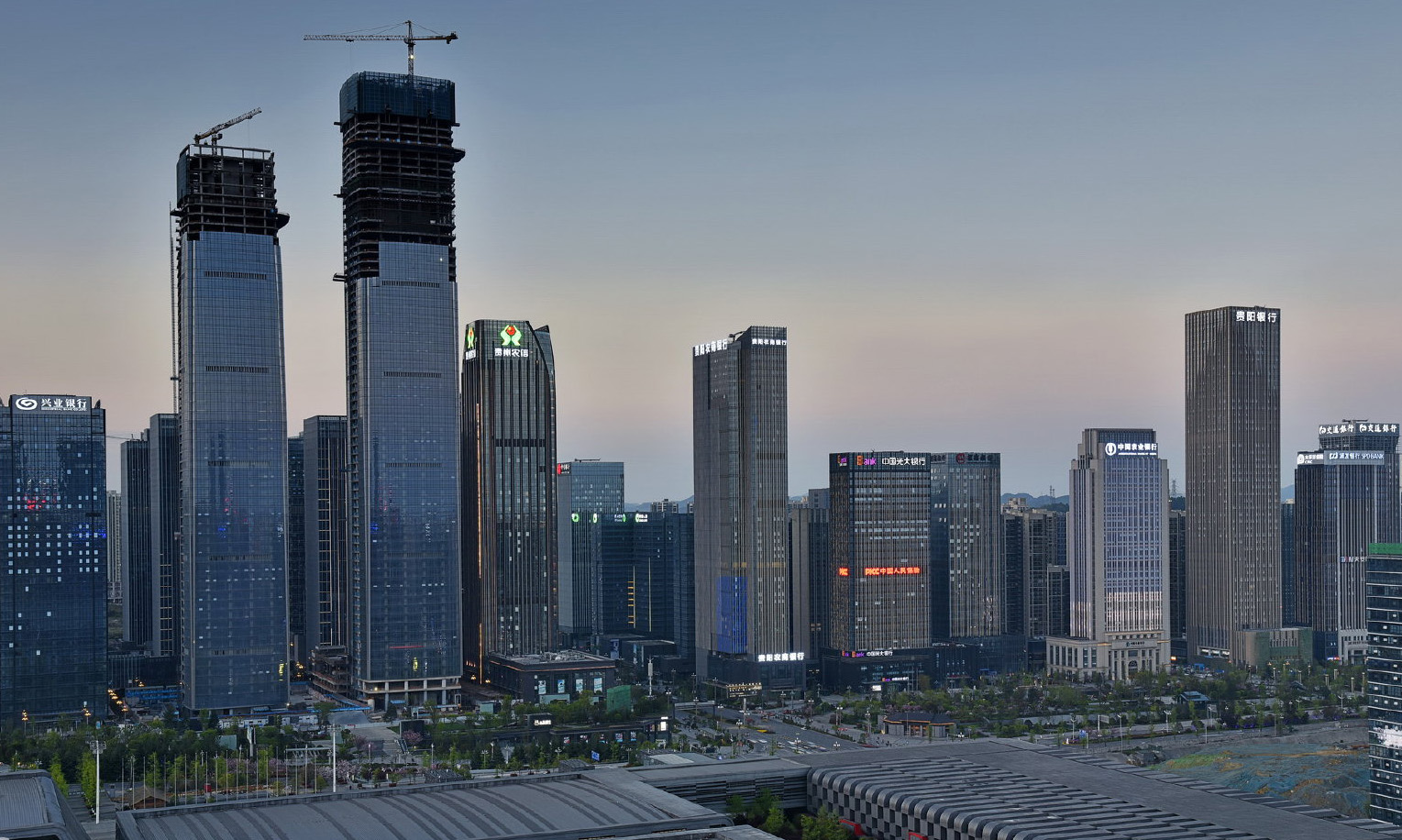

- ملف:Guiyang International Conference Centre.jpg

## وصلات خارجية
- (بالصينية)Guiyang Government website نسخة محفوظة 25 نوفمبر 2009 على موقع واي باك مشين.
- (بالإنجليزية)Guiyang Government website نسخة محفوظة 15 مايو 2013 على موقع واي باك مشين.
- (بالإنجليزية)Photos of Guiyang

قالب:Guizhou
قالب:Guizhou topics
قالب:Metropolitan cities of the People's Republic of China
قالب:Provincial capitals of China